# Вулиця Комарова (Шпола)
Вулиця Комаро́ва (інша назва — Героїв України) — вулиця, розташована на сході міста Шпола.

## Історія вулиці
На Картах Шуберта 1860 року можна побачити що вулиця вже існувала на той момент.
Рішенням Шполянської міської ради від 23 грудня 2016 року, Комарову віднесли до вулиці що знаходиться близько до центру.
В 2018 році на вулиці був проведений капітальний ремонт, укладений новий асфальт, до цього на вулиці була земляна доріжка. Також в цьому році місцевими жителями було збудоване футбольне поле, але в 2020 році його знесли, мітка футбольного поля все ще залишається на Гугл картах.
У 2022 році  вулицю перейменували на Героїв України, але серед місцевих жителів нову назву ніхто не використовує.

## Політика
Головою вуличного комітету є Сотула Олександр Михайлович.
Вулиця входить до депутатського округу № 1 Шполянської громади.

## Місцевість
Вулиця починаєтся з перехрестя між Комаровою та вулицею Ломоносова, на західній частині вулиці є бережина річки Шполка, в народі ця бережина зветься "трикутником" через її форму. Впродовж всієї вулиці зустрічаються одно або двух поверхові будинки, але є один трьох поверховий будинок під номером №1б найбільший будинок на вулиці. 
Вулиця розділенна провулком на дві частини, західну та східну Комарову, східна частина вулиці знаходиться трохи південіше ніж західна. На кінці вулиці зі східної сторони є джерело питної води де місцеві набирають питну воду.